# Power Macintosh 6100

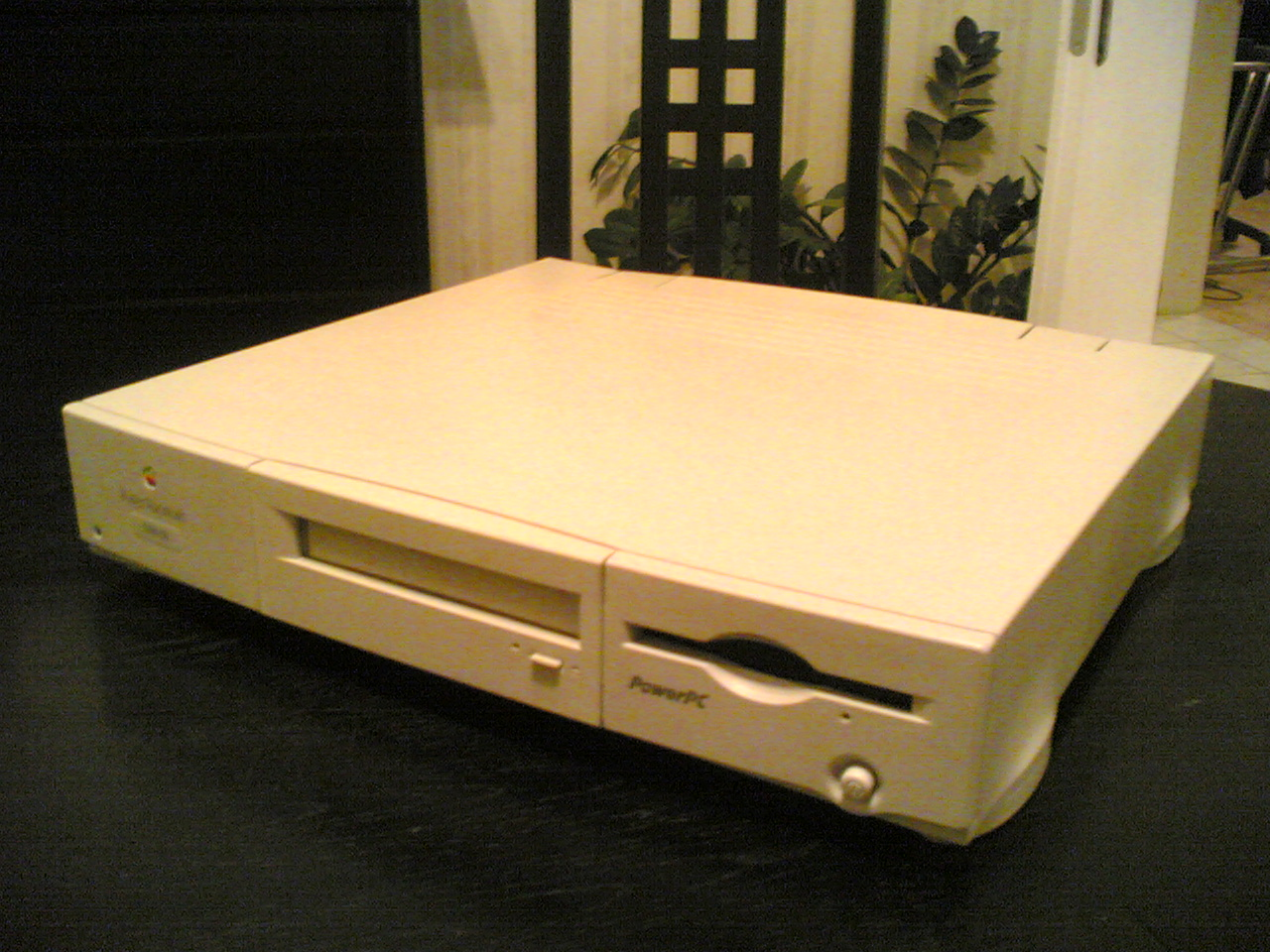
Apple Power Macintosh 6100/60 (1994)

Power Macintosh 6100（パワー・マッキントッシュ 6100）はApple Computer（現：Apple）が1994年（平成6年）に発売したデスクトップパソコンのことである。
Appleでは従来、モトローラが開発したCISCプロセッサである68kファミリーのプロセッサをMacintoshシリーズのMPUとして搭載し、本機種の直前の世代ではMacintosh Quadraシリーズをはじめ68040プロセッサ搭載機種が展開されていたが、本機種と同時開発のPower Macintosh 7100・Power Macintosh 8100の3機種以降、IBMが開発したPower Architectureを基本にApple・IBM・モトローラの3社の技術提携によって開発されたPowerPC 601プロセッサをCPUとして搭載するように変更された。
本機種はPower Macintoshシリーズ初代機3機種の中でもローエンドのエントリーモデルに位置づけられた。Macintosh Centris 610/ 660AVと同じピザボックスタイプのロープロファイル筐体を継承し、ADBキーボードの電源キーによる起動もサポートしない。

## 概要
CISCからRISCへのCPUのアーキテクチャ移行にあたり、既存機種ユーザの乗り換えに最大限配慮してハードウエアが設計された。また、本機種を始めとするPower Macintosh 3機種では既存ソフトウエアの動作互換性確保にも注力され、M68000ファミリの命令セットを動的にPowerPCの命令セットに変換するエミュレータ（Mac 68Kエミュレータ）が開発・搭載されている。
アーキテクチャ的には、CPU・メモリ周りをMPUのフロントサイドバス直結の高速なローカルバスに接続し、SCSIやシリアル、LAN、ADB、サウンドなど在来機種で搭載されていた部品がそのまま踏襲搭載された各種I/Oコントローラ類は従来のMacintoshで用いられていたNuBusなどの低速バスに接続、バスブリッジチップによってローカルバスと既存バスを変換接続することで一体のマシンとして機能させるという（同時期のPC/AT互換機で流行していたのと同様の）過渡的構成となっている。本機種の開発コード名はPiltdown Man、つまり人の頭蓋骨とオラウータンの下顎骨を組み合わせてでっち上げられた偽の化石人類の名を与えられているが、それはこうしたアーキテクチャの特徴に由来する。
メモリは既存機種で高価なメモリを増設していたユーザの乗り換えに配慮し、Macintosh Quadra / Centrisシリーズと共通の72ピンSIMMが採用され、オンボード搭載の8MBとSIMMソケット2本（32MB SIMM 2枚1組での増設）で公称最大72MBの搭載が可能となっている。対応DRAMはFast Page Mode (FPM) DRAMとEDO DRAMの2種である。なお、後述するAVカードあるいはビデオカードを601PDSスロットに搭載しない場合はメインメモリから640KBが画面表示用のビデオメモリに割り当てられ、その分OSで利用可能なメモリ量が減少する。
汎用拡張スロットとしてはバスブリッジチップ経由で従来と同様にNuBusをサポートし、これとは別に601PDS (PowerPC 601 Processor Direct Slot) と呼ばれるCPU直結の専用ローカルバススロットを実装、これらは1本の物理的な拡張スロットをいずれか一方が排他利用する。NuBusはこの時期ストレージ系インターフェイスカードを中心に既に転送帯域性能の不足が露呈しつつあり、既にインテルの提唱によるPCIバスの規格化も行われていたが、本機種ではこれも高価な拡張カードを所有している既存ユーザーの乗り換えに配慮してNuBusが継続採用された。一方、601PDSスロットはCPU (PowerPC 601) のフロントサイドバス直結となるためNuBusよりも大幅に高速なデータ転送が可能である。この601PDSスロットはApple純正オプションでは本機種のAVモデルと呼ばれるバリエーションモデルに標準搭載された、コンポジット映像信号とS端子それにステレオ音声よりなるAV入出力端子を備え2MBのVRAMを搭載するAVカードや通常のビデオカード、それにPC/AT互換機相当の機能を実装したDOSカードなどの搭載に利用された。
なお本機種のCPUは、動作クロック周波数60MHzあるいは66MHzとPowerPCの初号モデルであるPowerPC 601の中でも上位2機種よりもローエンドのモデルがロジックボード直付けで搭載され、差別化が図られている。
このため本機種では容易にCPU交換が行えず、性能向上には601PDSスロット搭載型の、つまり本来のCPUの動作を止めてローカルバス経由でフロントサイドバスを乗っ取って動作するタイプのサードパーティー製CPUアクセラレータを利用する必要があった。
内蔵ハードディスクドライブおよびCD-ROMドライブのインターフェイスはSCSI-2である。
Power Macintoshシリーズ初代機3機種は、この内上位のPower Macintosh 7100・8100シリーズがPCIバスを搭載する第2世代のPower Macintosh 7500・8500シリーズ（1995年）にリプレースされて生産終了となったが、代替機種のない本機種のみは66MHz版が1996年まで継続生産された。以後のPower Macintoshシリーズでは薄型のピザボックス筐体は採用されなくなったため、本機種が最後のピザボックス筐体Macintoshとなった。
Power Macintosh 6100・7100・8100シリーズの起動音は、スタンリー・ジョーダンによるものである。

## 仕様
別名: Performa 6110CD, Performa 6112CD, Performa 6115CD, Performa 6116CD, Performa 6117CD, Performa 6118CD, WG Server 6150系
- コードネーム: Piltdown Man
- CPU: PowerPC 601
- CPU 速度: 60/66MHz
- FPU: 統合
- Bus アーキテクチャ: NuBus90
- Bus 速度: 30/33MHz
- Data Path: 64ビット
- ROM: 4MiB Old World ROM
- RAM種類: 72pin EDOまたはFPM SIMM（装着は同じ形式で同容量のものをペアで使用）
- 最高RAM速度: 60ns
- 最低RAM速度: 80ns
- オンボードRAM: 8MiBロジックボードに半田付け
- RAM Slots: 2
- 最大RAM: 72MiB（Appleの公式メモリ量、高容量のRAMは使用可能だが熱等で不安定になる可能性がある）
- Level 1 Cache: 16KiBデータ、16KiBインストラクション（計32 KiB）
- Level 2 Cache: オプション
- VRAM: 640 KiB DRAMをシステムRAMから使用（Power Macintosh AV カードの使用で2MiB）
- 最大解像度: 1152x870 、数千色（AVカード使用時）
- Slots: PDSまたは7" NuBus（AVカードは両方を使用する）
- フロッピードライブ: 1.44MB SuperDrive
- 光学ドライブ: オプションで2x CD-ROM Apple 300i（内蔵 50-pin SCSI）
- ハードディスク: 250MB - 700MB（内蔵 50-pin SCSI）
- イーサネット: AAUI-15
- ADB: 1
- シリアル: 2（プリンターとfax/modem）
- SCSI: DB-25
- ビデオ出力: 高密度ディスプレイポート (HDI-45 connector)、一般的なVGA端子への変換にはPower Macintoshディスプレイアダプタ(別売り)が必要
- オーディオ出力: ステレオ16ビットミニ
- オーディオ入力: ステレオ16ビットミニ
- スピーカー: モノラル
- Gestalt ID: 75
- 消費電力: 210ワット
- 重量: 14.5lb
- 外形寸法: 3.4" H x 16.3" W x 15.6" D (86mm x 414mm x 396mm)
- 最初のOS: 漢字Talk 7.1.2（60MHz版）、漢字Talk 7.5（66 MHz版）
- 最終のOS: Mac OS 9.1
- 発売: 1994年3月（60MHz版）、1995年1月（66MHz版）
- 販売終了: 1995年1月（60MHz版）、1996年5月（66MHz版）